# 1857年恐慌
1857年恐慌（1857ねんきょうこう、英: Panic of 1857）は、19世紀半ばのアメリカ合衆国で国際経済の退潮と国内経済が急拡大したことから生じた金融危機である。
1850年代までにグローバル化が進み、1857年後半に始まった金融危機は初めて世界規模の経済危機になった。

## 概要
1857年9月から始まった景気低迷は、長くは続かなかった。しかし、適切な回復となると南北戦争以後まではなかった。オハイオ生命保険信託会社が破たんした後、金融恐慌は急速に広がり、企業が倒産し始め、鉄道産業は景気減退となり、数多い労働者が解雇された。
ニューヨークの銀行が大いに必要としていた金を積んでいた蒸気船SSセントラル・アメリカ（en）がハリケーンのために沈んだことで、1857年恐慌の引き金になり、南北戦争が終わるまで財政が回復することはなかった。当時は世界の資金をバキュームする事業が多かった。大西洋横断電信ケーブルおよび大陸横断鉄道の敷設、国際的な軍事行動ではクリミア戦争とインド大反乱、加えて海外の事業ではエジプト鉄道の敷設とスエズ運河の開削があった。
この恐慌に先立つ数年間は景気が良かったので、多くの銀行、商人、農夫がリスクを負って投資を行う機会を掴んでいた。それ故に市場価格が下降を始めるやいなや、金融恐慌の影響を直ぐに受けるようになった。

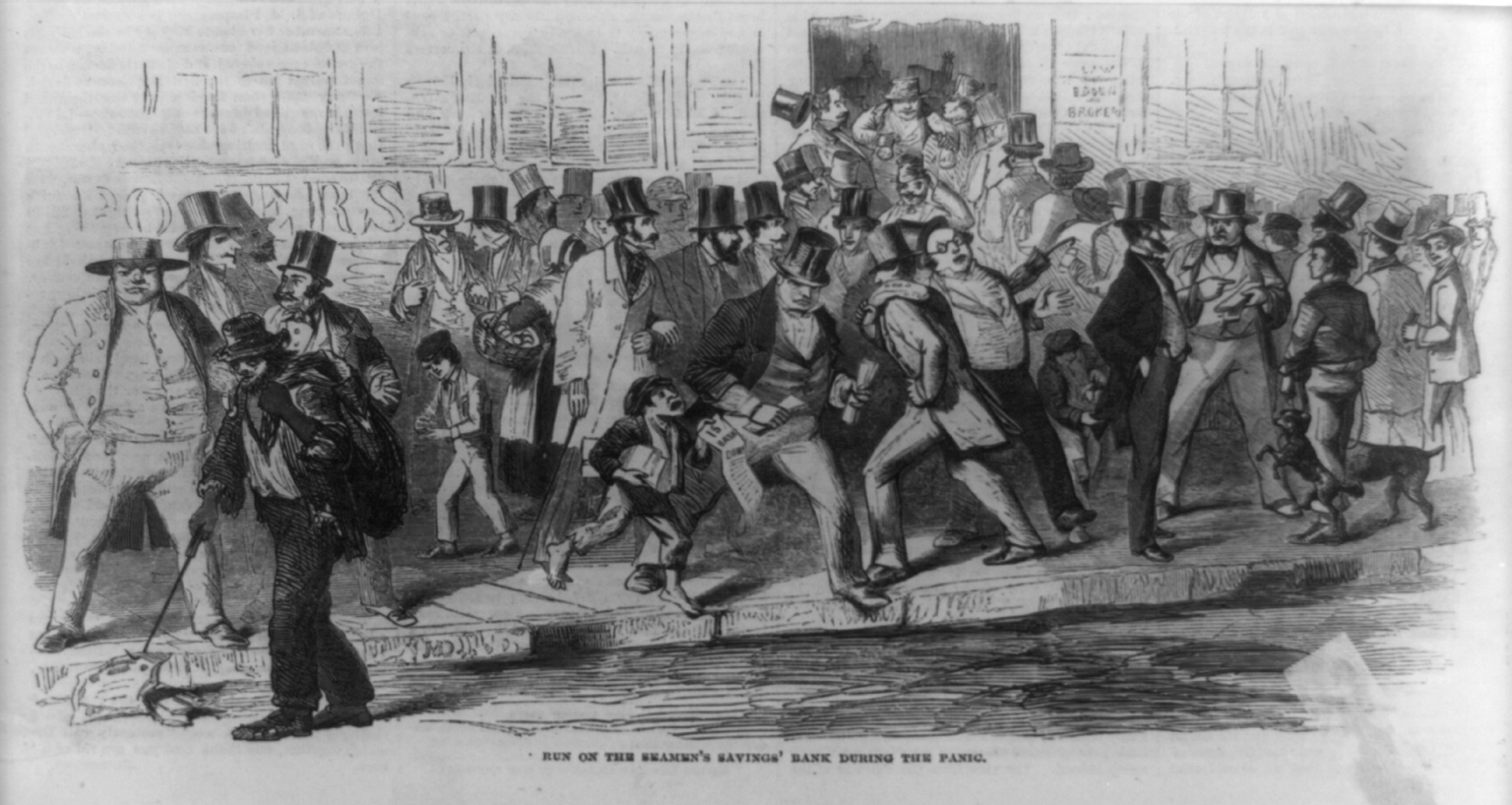
会員貯蓄銀行の取り付け騒ぎ

## 原因
1850年代初期、アメリカ国内は景気が良かった。1857年初め、アメリカ西部からの商品に対するヨーロッパ市場が減速を始めたので、西部の銀行家や投資家が心配し始めた。東部の銀行は西部に対する貸付に慎重になり、西部の紙幣を受け入れるのを拒む銀行もあった。1857年より以前、西部、特にカンザス州に大量の移民が流れたので鉄道産業が隆盛した。人が大きく動けば鉄道は利益を出せるようになり、銀行はその機会を捉えて鉄道会社に大型の貸し付けを行った。しかし、夏の終わりまでに、西部の土地価格が下がり、移民の動きは急速に鈍化して、鉄道の証券価格が落ちた。次の春までに、「商業信用が干上がり、既に負債を背負っていた西部の商人には新しい商品を買うのを切り詰めさせることになった」 西部での購買力が制限された結果として、全国の商人の売り上げと利益が落ち始めた。鉄道は「相互依存の経済を作って来ており、西部の経済不況が経済危機の脅威となった」多くの銀行が鉄道会社と土地購入に出資していたので、鉄道株価の下落の圧力を感じるようになった。
イリノイ・セントラル鉄道、エリー鉄道、ピッツバーグ・フォートウェイン・アンド・シカゴ鉄道、レディング鉄道が、金融不況のために全て閉鎖を余儀なくされた。デラウェア・ラッカワナ・アンド・ウェスタン鉄道とフォンジュラック鉄道が破産を宣言することになった。ボストン・アンド・ウースター鉄道も厳しい財政状態になった。従業員は1857年10月下旬に書かれたメモで「旅客および貨物の売り上げが前年同月比で2万ドル以上も大きく落ち込み、次の冬には回復がほとんど期待できない」と知らされた。この会社は、労働者たちが「給与を10%減額して受け取ることになる」とも伝えた。鉄道株価が下がったことに加えて、農夫達が西部で抵当に入っている土地の債務不履行が出始め、銀行にさらに圧力を与えることになった。
1857年恐慌の前に起きたもう1つの出来事は、1857年3月、アメリカ合衆国最高裁判所による「ドレッド・スコット対サンフォード事件」判決だった。スコットがその自由を求めて訴訟を起こすと、最高裁長官のロジャー・トーニーは、スコットはアフリカ系アメリカ人であるから市民ではなく、それ故に裁判所に訴える権利を持たないと裁定した。この裁定はミズーリ妥協を違憲だともしており、西部領土のさらなる開発に重大な影響を与えることは明らかだった。この判決から間もなく、「新領土における自由土地と奴隷制度の間の政治闘争が」始まった。西部の領土は奴隷制度が拡張されるかもしれない可能性が開けており、それが劇的な財務と政治の影響を与えることになるのが直ぐに明らかになった。「カンザスの土地の債券や西部の鉄道株価格が、3月初旬のドレッド・スコット判決後に、少し下がっていた。」この鉄道株の変動で「将来の領土に関する政治ニュースが土地や鉄道株市場に影響を与えることになる」のが分かった。
1857年恐慌を実際に発動させた最たる要因は、1857年8月24日のオハイオ生命保険信託会社の破綻だった。この会社はオハイオ州を本拠にして、2つ目の主たるオフィスがニューヨーク市にあった。大量の抵当物件を保持しており、オハイオの他の投資銀行とのつながりが強かった。会社管理層による詐欺行為のために破綻しており、その破綻がオハイオの他の銀行の破綻を誘発する恐れがあり、あるいはさらに悪いことに銀行の取り付けまで生じさせた。「ニューヨーク・デイリー・タイムズ」に掲載された記事に拠れば、オハイオ生命保険信託会社の「ニューヨーク支店とシンシナティ支店が差し押さえられ、負債総額は700万ドルとされている。」となっていた。オハイオ生命保険信託会社に結び付けられた銀行は払い戻しが行われ、「取り付けに対してしっかりと互いに保険を掛けあうことで兌換性停止を避けた」としていた。オハイオ生命の破綻は鉄道産業の財務状態と土地市場に関する注意を喚起し、それによって金融恐慌をより公的な問題にさせた。
農産物の価格も著しく下落し、1857年の農夫は収入が減って、購入したばかりの土地に対する債務取り付けを生じさせることになった。1855年の穀物価格は1ブッシェルあたり2.19ドルまで急上昇し、農夫は土地を購入して収穫を増やし、それがさらに利益を生んでいた。しかし、1858年までに穀物価格は1ブッシェルあたり0.80ドルまで急降下した。中西部の多くの町が恐慌の圧力を感じた。例えばアイオワ州キオカックは1857年の経済不況によって財政摩擦を経験した。
自治体の大きな負債がキオカックの問題を拡大した。1858年までに町は鉄道債券主体に90万ドルの借金があり、その課税資産の価値は550万ドルも落ちた。恐慌前に1,000ドルの収益を上げた区画が10ドルでも売れなかった。打撃を受けた土地所有者は税金を払えず、多くの資産が税の代納に消えた。
このような価格低下の結果として、土地の販売が急激に減り、西方拡張は恐慌が終わるまで事実上止まった。商人や農夫はどちらも、価格が高いときに取った投資リスクに苦しみ始めた。

### 救済策
1859年までに恐慌は収まり始め、経済は安定し始めた。ジェームズ・ブキャナン大統領は紙幣流通が恐慌の根源的原因だと考えると宣言した後、20ドル以下の銀行券全ての使用を止めることにした。また、「州認定銀行は銀行から切り離すことを勧め、連邦政府の例に従うことを推奨」もした。このことで紙幣の流通量を減らし、正金の供給時間を増やし、インフレ率を下げられると考えていた。ブキャナンは州認定銀行が連邦銀行に従うことを望み、具体的に独立財務体系を欲した。この体系であれば、連邦政府が正金支払いを維持し、銀行の支払い停止がもたらす金融圧力を幾らか和らげるために役立つことになる。1857年12月、ブキャナンは「政府は同情するが個人の苦しみを和らげることは何もできない」と言って、「救済しない改革」という新戦略を公表した。今後の金融恐慌を避けるために、ブキャナンはアメリカ合衆国議会に、銀行が正金支払いを停止した場合に銀行の認証を即座に剥奪する法を成立させるよう奨励した。さらに州認定銀行には発行紙幣3ドルにつき正金1ドルを保持することを求め、将来のインフレを避けるために銀行券の安全保障として連邦や州の債券を使わないよう求めた。それに加えて、1857年関税が法制化された。1846年関税の修正版として法制化したものであり、1846年関税は「緩りと数多い製造業を破壊して」いた。1857年関税は1846年関税で掛けられていた製品の税率を下げた。低い関税であれば、「アメリカの産業に好都合であり」それによって経済活動を奨励できるという考え方だった。

## 結果
1857年恐慌の結果として、南部州の経済にはあまり影響が無く、北部州の経済が著しい打撃を受けて、回復も鈍かった。この恐慌で最も影響を受けたのは五大湖地方であり、その地域の問題は直ぐに、西部での売り上げに依存していた東部の企業に及んだ。約1年の間に、北部経済の多くと南部全体は恐慌から快復した。恐慌の終わりに近い1859年頃、奴隷制度の問題に関わる北部と南部の間の緊張関係が悪化した。1857年恐慌は南部で、北部は南部に経済を安定させておく必要があるという考えを信じる者達を勇気づけ、アメリカ合衆国からの脱退という脅しは一時的に止んだ。南部人は、1857年恐慌によって北部を「南部の需要に対してより受け入れやすく」しており、アメリカ合衆国で奴隷制度を保ち続けさせることになると考えた。

### 当時の新聞
- “Commercial Affairs” New York Daily Times, Aug 28, 1857
- “A New Tariff” New York Daily Times, Feb 4, 1857